# Fundación de la Colonia del Sacramento

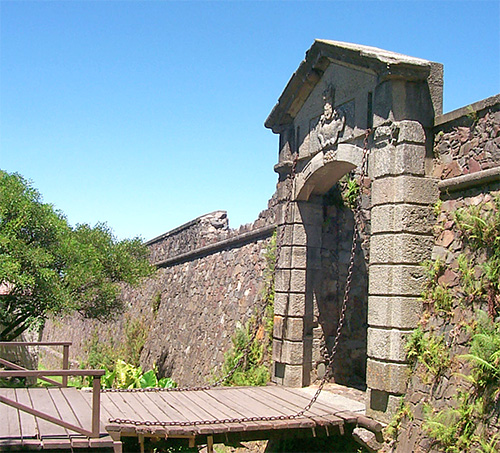
Muralla de Colonia del Sacramento

La fundación de la Colonia del Sacramento, una plaza  bajo el nombre de Colônia do Santíssimo Sacramento (en la actual República Oriental del Uruguay), fue establecida por una expedición portuguesa entre el 20 y el 30 de enero de 1680 frente a la ciudad de Buenos Aires en la orilla norte o izquierda del Río de la Plata, aprovechando la debilidad de España en una zona que carecía de poblaciones.

## Antecedentes
El territorio formaba parte de la Gobernación del Río de la Plata y se hallaba al oeste de la línea fijada por el Tratado de Tordesillas, pero ante las imprecisiones del tratado y de los métodos de medición de la época, los portugueses consideraban que la línea debía extenderse hacia el oeste del meridiano fijado por los españoles y en ese sentido solían incluir toda la Banda Oriental dentro de su reclamación. La plaza, mandada establecer por el príncipe regente Pedro II de Portugal, servía perfectamente al ejercicio del contrabando realizado por portugueses en el Río de la Plata.
Existían varias diferencias entre ambas coronas respecto a la línea del Tratado de Tordesillas:
- Portugal pretendía que las 370 leguas debían medirse desde la isla San Antonio (del archipiélago de Cabo Verde) y España sostenía que debía ser de la isla San Nicolás (del mismo archipiélago).
- España sostenía un mapa de Juan Texeira, por el cual si la medición se hacía desde la isla San Nicolás, la línea debía pasar a 19 leguas al este de Colonia del Sacramento, pero si se hacía desde la isla San Antonio, como lo quería Portugal, debía pasar a 13 leguas al oeste de la colonia.

## Expedición fundadora
La expedición colonizadora partió de Río de Janeiro y estaba al mando del gobernador de la Capitanía de Río de Janeiro en el Brasil, maestre de campo Manuel Lobo. Este había asumido la capitanía el 8 de octubre de 1658, se dirigió al puerto de Santos el 31 de octubre de 1679, en donde se ocupó de preparar la expedición, hasta que partió a principios de diciembre de ese año.
La flota se componía de dos navíos, dos bergantines y otros buques menores que transportaban 4 compañías con 400 soldados y artillería con la que pensaban defenderse por si la colonia era atacada por los indígenas. El 1 de enero de 1680 arribaron a la desembocadura del Río de la Plata y el 20 de enero ocuparon la isla San Gabriel, en las cercanías de Colonia. La expedición transportaba elementos de construcción, de labranza y 18 cañones para la plaza. El 25 de febrero de 1680, Lobo escribió a la Cámara (cabildo) de São Paulo, pidiendo auxilios y víveres para mantener la Colonia.

## Reacción española
Enterado de la presencia portuguesa, el gobernador y capitán general del Río de la Plata, José de Garro, envió el 7 de febrero de 1680 desde Buenos Aires a la sumaca San José a la isla de San Gabriel, la cual, luego de hacer contacto con los portugueses, a su regreso informó que estos habían asentado un establecimiento, aunque sin poder precisar el lugar.
Garro inició la movilización de tropas para desalojar a los portugueses. Pidió apoyo al virrey del Perú, convocó milicias locales, del Paraguay, del Tucumán e indígenas misioneros, luego de varios meses de preparación armó un ejército de 480 soldados puestos al mando del maestre de campo Antonio de Vera Mujica. Las ciudades de Corrientes y de Santa Fe enviaron una compañía cada una y Tucumán lo hizo con cuatro. El superior de las misiones jesuitas del río Uruguay reunió en la Reducción de Yapeyú 3000 indígenas (150 a caballo) y los despachó a Colonia del Sacramento.
El portugués Manuel Lobo pidió tropas de refuerzo para Colonia, pero la sumaca y el lanchón que las transportaban naufragaron en la boca del Río de la Plata.
Para poder localizar la colonia, el gobernador español José de Garro envió tres destacamentos en su búsqueda, uno lo hizo en canoas por el río Paraná, otro iría por tierra en dirección a San Pablo y el tercero por la costa del Río de la Plata y luego del océano Atlántico. Uno de los destacamentos se encontró con un oficial portugués que comandaba 67 hombres, quienes habían sobrevivido a un naufragio de un barco destinado a Colonia del Sacramento. Los españoles localizaron el establecimiento y regresaron a Buenos Aires informando su posición y que había cuatro navíos en su puerto.
Garro envió una carta a Lobo inquiriéndole la razón por la que se hallaba en el lugar y por orden de quién había llegado. Este le respondió que su soberano había dado permiso a los portugueses del Brasil para asentarse en sus territorios no ocupados. En una nueva carta, Garro conminó a Lobo a que se retirase del territorio de la Corona española, a lo que Lobo respondió que se hallaba en territorio de la Corona portuguesa. Para apoyar su posición, Manuel Lobo mostró una carta que recibió en Lisboa en 1578, en la cual se afirmaba que las posesiones portuguesas terminaban en la orilla oriental del Río de la Plata y se extendían 300 leguas tierra adentro hacia el Tucumán.
En España la corona envió a su ministro en Portugal, el abad Maseratti, para reclamar la evacuación de la colonia, pero tras reunirse dos veces con el príncipe regente, no obtuvo resultados favorables.
El gobernador español José de Garro dispuso la movilización de sus fuerzas con 50 mulas, 50 bueyes y 40 caballos.
El 3 de julio las fuerzas españolas comenzaron a establecer el sitio, intentado la rendición por medios pacíficos, ofreciendo provisiones para regresar al Brasil:

[...] habiendo marchado en quince del corriente con el ejército a vista de esa nueva población con resolución de no volver un pie atrás [...] sirviéndose de desalojar su gente, dejando libre el sitio y el país [...] y que se mantenga firme la paz entre ambas coronas sin necesitar el recurso de las armas de que sin duda me valdré [...] y si a puestas del sol no tuviere ejecución lo referido [...]
Intimación de Antonio Vera Mujica a Manuel Lobo

[...] como no nos toca averiguar la cuestión que V. M. levanta sobre los límites de la corona de Portugal, respondo a esta [...] que yo hago lo que mi príncipe me manda [...] V. M. puede hacer lo que fuere servido, que para todo me ha de hallar prontísimo y para servile con particular gusto. Dios guarde a Vuestra Merced muchos años.
Respuesta de Manuel Lobo a Antonio Vera Mujica

El 7 de agosto de 1680 las fuerzas españolas asaltaron Colonia:

[...] casi en el término de una hora fue con tanto valor que el fuerte y demás edificado por el portugués quedó nuestro, muriendo de los portugueses más de 125, y quedando prisioneros 150 hombres y 6 mujeres, y entre ellos muchos heridos y entre los nuestros murieron 5 soldados españoles y 31 indios, quedando heridos 11 españoles y 104 indios. Se apresaron las piezas de artillería, pólvora y demás pertrechos de guerra de mar y tierra y así mismo se apresaron 45 negros y negras.
Parte de Antonio Vera Mujica a José de Garro

La plaza fue renombrada por los españoles, que la llamaron Fuerte del Rosario, Manuel Lobo, hecho prisionero, fue trasladado a Buenos Aires, donde murió dos años después, el 7 de enero de 1683.

## Devolución de Colonia a Portugal

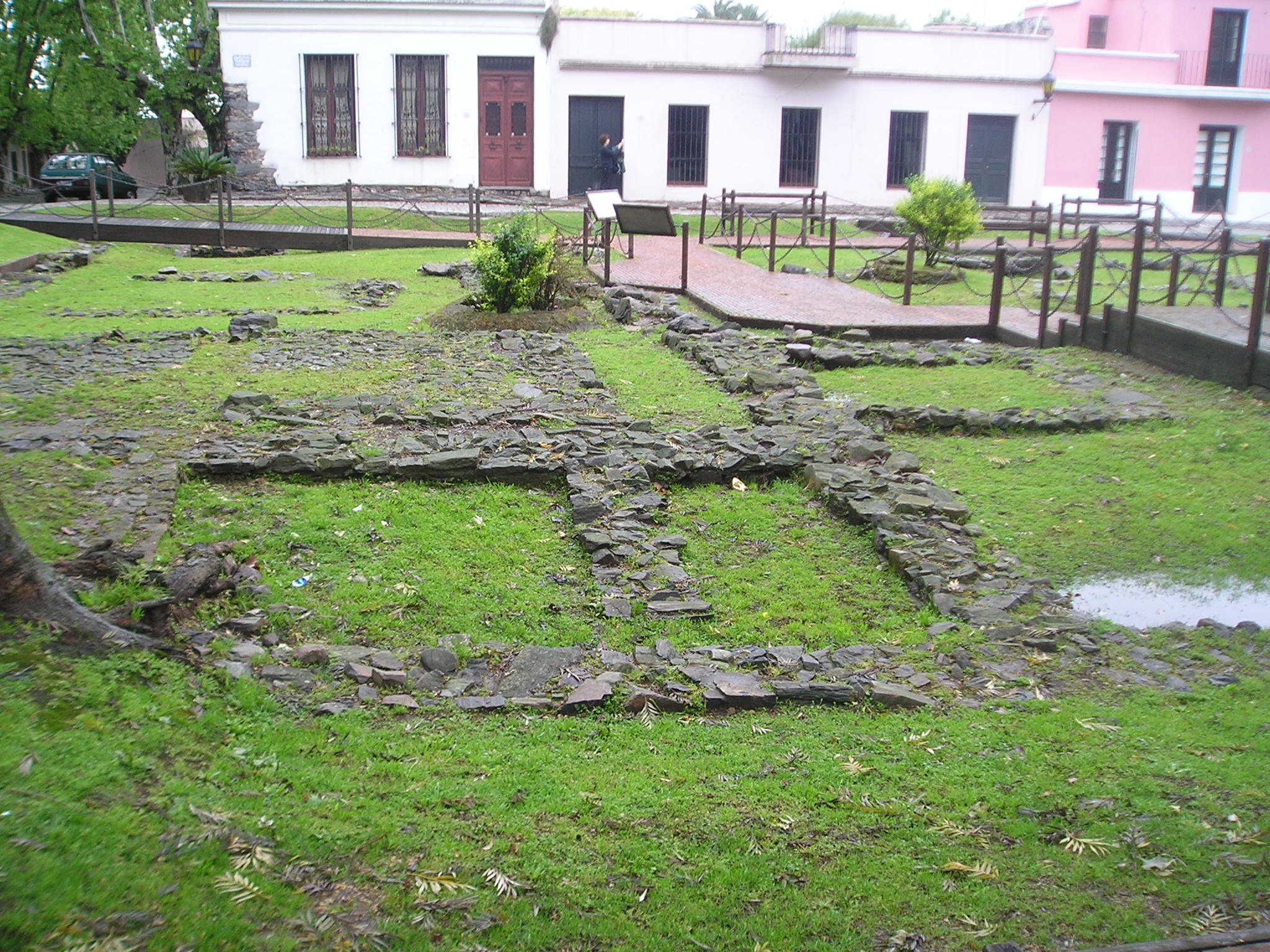
Ruinas de la casa del gobernador, en Colonia del Sacramento, destruida hasta sus cimientos durante la conquista española, en 1777.

Las protestas portuguesas dieron como resultado la firma del Tratado provisional de Lisboa del 7 de mayo de 1681, que dispuso la devolución de la plaza a Portugal, junto con la artillería, armas y pertrechos y la desaprobación de la corona de la acción llevada a cabo por José de Garro, quien sería sancionado:

ART. 1ro. — Su Majestad cathólica mandará hazer demostracion con el governador de Buenos Aires, condigna al exceso en el modo de su operacion.

ART. 2do. — Todas las armas, artillería, municiones, herramientas y demas petrechos de guerra que se aprendieron en la fortaleza y colonia del Sacramento, se restituirán enteramente al governador don Manuel Lobo, ó á la persona que en su lugar embiare S. A.

Tratado provisional de Lisboa del 7 de mayo de 1681

Se prohibía el comercio de la plaza con las colonias españolas circundantes y las reparaciones de las murallas solo podían ser realizadas en tierra. La decisión final sobre la soberanía en el área sería hecha por una comisión mixta que debía reunirse en el término de dos meses y si no se llegaba a un acuerdo, se pediría al papa Inocencio XI que lo resolviera. El tratado fue ratificado por España el 25 de mayo de 1681 y por Portugal el 13 de junio del mismo año. Al no alcanzarse un acuerdo, la Corona española envió un comisario a Roma, pero la portuguesa no lo hizo y el papa dejó pasar el plazo estipulado de un año.
Garro fue designado capitán general y gobernador de Chile en 1682, asumiendo como nuevo gobernador del Río de la Plata el entonces comisario de caballería de Buenos Aires, capitán José Herrera y Sotomayor, el 11 de junio de 1682.
El 12 de febrero de 1683 Herrera y Sotomayor, hizo entrega de Colonia al gobernador de Río de Janeiro, maestre de campo Francisco Naper.
La colonia fue refundada por los portugueses en febrero de 1683, rebautizándola Nova Colonia do Santísimo Sacramento, dándole más extensión y solidez.
El 18 de junio de 1701 se firmó el Tratado de Lisboa, que estipulaba que España cedería definitivamente a Portugal la Colonia del Sacramento, revocando el acuerdo hispanoportugués de 1681:

Artículo 14. Y para conservar la firme amistad y alianza que se procura conseguir con este tratado, y quitar todos los motivos que pueden ser contrarios á este efecto, su Majestad católica cede y renuncia todo y cualquier derecho que pueda tener en las tierras sobre que se hizo el tratado provisional entre ambas coronas en 7 de mayo de 1681 y en que se halla situada la colonia del Sacramento; el cual tratado quedará sin efecto, y el dominio de la dicha colonia y uso del campo á la corona de Portugal, como al presente lo tiene.